# هاشم تايه
هاشم تايه (مواليد عام 1948) هو رسام وناقد وفنان تشكيلي عراقي متعدد الإهتمامات.

## حياته
ولد هاشم تايه في البصرة عام 1948، حصل على شهادة البكالوريوس في آداب اللغة العربية من جامعة البصرة عام 1970، عمل مدرساً للغة العربية ثم بعدها نقل الى العمل في دائرة حكومية اخرى، مارس الرسم وأقام معارض شخصية في البصرة، ومعرض تشكيلي على قاعة المتحف الوطني العراقي في بغداد. ساهم في معارض تشكيلية جماعية متعددة، ومارس التصوير الفوتوغرافي، يكتب الشعر والقصة والنقد التشكيلي. وقد نُشرت بعض مقالاته وقصصه وقصائده في صحف ومجلات عراقية وعربية. أقام معرضه الأخير بعنوان (منفيّات) في قاعة البيت الثقافي في البصرة عام 2007 الذي ضم (24 ) منحوتاً، معتمدا فيها خامات غير تقليدية ومواد تستخدم في الحياة اليومية. أختير مع 5 فنانين تشكيليين عراقيين للمشاركة في معرض في إيطاليا واستمر عرضهُ أكثر من 5 أشهر في مدينة البندقية ضمن معروضات الجناح العراقي المشارك في (بينالي) فينيسيا لعام 2003.

## معارضه
1. معرض تشكيلي على قاعة جمعية الاقتصاديين في البصرة عام 1974.[3]
2. معرض تشكيلي على قاعة كاليري 75 في البصرة عام 1976.
3. معرض تشكيلي على قاعة اتحاد الأدباء في البصرة عام 1989.
4. معرض تشكيلي على قاعة المتحف الوطني العراقي بغداد عام 1992.[1]
5. معرض تشكيلي بعنوان (منفيّات) في قاعة البيت الثقافي في البصرة عام 2007.
6. معرض شخصيّ (حياةٌ هشَّة) في قاعة جمعيّة الفنانين التشكيليين العراقيين في البصرة عام 2012 و2019.[3][4]
7. معرض مشترك مع الفنان ياسين وامي بعنوان (كارتون) أقيم في قاعة حوار في بغداد عام 2011.

## مؤلفات

### شعر
1. عربة النهار، مجموعة شعرية.